# 이문차량사업소
이문차량사업소(里門車輛事業所)는 서울특별시 동대문구 한천로에 위치한 한국철도공사 수도권동부본부 소속 경원선 전동차 사무소이다. 현재 한국철도공사 311000호대 전동차 31124, 31171~82, 31216~29편성, KTX-이음 501 ~ 505호의 입·출고와 경정비 업무를 담당한다. 이전에는 한국철도공사 321000호대 전동차 입·출고와 경·중정비 업무도 담당하였으나, 2012년 4월 3일 용문차량사업소 준공과 함께 경정비 업무가 용문차량사업소로 이관되었고, 2014년 12월 27일 자로 경의·중앙선이 직결 개통되어 중정비 업무를 문산차량사업소로 이관하였다.

## 업무
- 한국철도공사 311000호대 전동차 입·출고 및 경정비 담당
- KTX-이음 입·출고 및 경정비 담당[1]

## 이문역
이문역(里門驛)은 서울특별시 동대문구 이문동 7번지에 위치하던 망우선 철도역이다. 화물역으로 영업하였으나 이문차량사업소 건설부지 확보를 위하여 폐역되었다. 인근에 수도권 전철 1호선 신이문역이 있고, 기지 구내에 수도권동부본부 사무실이 있다.

### 이문역의 역사
- 1966년 11월 11일 : 망우선의 화물역으로 영업 시작[3]
- 1971년 9월 10일 : 민수용 무연탄 도착취급역으로 지정[4]
- 2004년 7월 5일 : 이문차량사업소 건설을 위한 부지 확보 관계로 폐지[5]